# Paka pri Velenju
Paka pri Velenju je naselje v Mestni občini Velenje.